# Thomas S. Gates Jr.
Thomas Sovereign Gates Jr. (n. 10 aprilie 1906, Pennsylvania, SUA – d. 25 martie 1983, Pennsylvania, SUA) a fost un politician și diplomat american. A ocupat funcția de Secretar al Apărării din 1959 până în 1961 și pe cea de Secretar al Marinei între 1957 și 1959, ambele sub președintele Dwight D. Eisenhower. În timpul mandatului său de secretar al apărării, a înființat un grup operațional însărcinat cu gestionarea forțelor nucleare. De asemenea, a autorizat zborurile de recunoaștere U-2, inclusiv misiunea lui Francis Gary Powers.
Mai târziu, a fost ambasador în Republica Populară Chineză⁠(d) sub administrația președintelui Gerald Ford.

## Biografie
Născut în Germantown, Philadelphia⁠(d), Pennsylvania, Gates este fiul lui Thomas S. Gates Sr.⁠(d), un bancher și avocat, care a fost președinte al Universității din Pennsylvania între 1930 și 1944, și al lui Marie (născută Rogers) Gates. Acesta a absolvit Academia Chestnut Hill⁠(d), o școala privată pentru băieți din Philadelphia în 1924. A fost admis la Universitatea din Pennsylvania, unde tatăl său lucra în consiliul de administrație al universității. La Penn, Gates a administrat echipa de fotbal Penn Quakers⁠(d) și a fost membru al echipei de baschet. În martie 1928, a fost arestat alături de alți 16 studenți sub acuzația de instigare la revoltă⁠(d), după ce echipa universității a învins Universitatea Princeton și a devenit campioană a ligii studențești. Membru al fraternității Zeta Psi⁠(d) și al Phi Beta Kappa⁠(d), Gates a absolvit cu o licență în limba engleză⁠(d) în 1928.
Gates s-a căsătorit cu Millicent Anne Brengle la 29 septembrie 1928. Cuplul a avut un fiu și trei fiice. După absolvire, s-a angajat în cadrul companiei de investiții bancare a tatălui său, Drexel and Company⁠(d). De la începutul până la mijlocul anilor 1930, a lucrat ca vânzător de obligațiuni la Drexel, iar mai târziu s-a mutat în New York pentru doi ani, unde a fost ucenic în cadrul companiei JP Morgan & Company. Acesta a devenit partener cu drepturi depline al Drexel and Company în 1940.
În timpul celui de-al Doilea Război Mondial, a activat în marina Statelor Unite, a fost promovat la gradul de locotenent comandor⁠(d) și a participat la operațiunile militare desfășurate în Pacific⁠(d) și Mediterană. A fost lăsat la vatră în octombrie 1945.

## Cariera politică
Președintele Eisenhower l-a numit pe Gates subsecretar al marinei⁠(d) în octombrie 1953 și secretar al marinei⁠(d) la 1 aprilie 1957, funcții în care a obținut admirația președintelui. Când acesta a devenit adjunctul secretarului apărării Neil McElroy⁠(d) la 8 iunie 1959, era evident că va fi succesorul său. Gates era cunoscut pentru experiența sa militară impresionantă și o vechime de șase ani în cadrul Departamentului Apărării.
Gates era familiarizat cu reorganizările Departamentului Apărării realizate în 1953 și 1958. În calitate de secretar al apărării, acesta s-a opus altor programe de modernizare a departamentului, iar în calitate de secretar al marinei, observând că funcțiile de secretar își pierd treptat din autoritate, a considerat că cei care ocupă aceste funcții ar trebui să aibă mai multe atribuții.

### Politica de securitate națională
Gates și-a dedicat mai mult timp decât predecesorii săi Charles Erwin Wilson și Neil H. McElroy⁠(d) dezvoltării unei politici elementare de securitate națională. Deși nu a propus abordări care să abandoneze politica New Look⁠(d), natura armelor nucleare și a sistemelor de lansare, necesitatea sistemelor de apărare continentale și a unor planuri de reacție față de războaiele locale sau „limitate” au determinat o schimbare a politicii de securitate.
Gates a scos în evidență în cadrul unei audieri din Congresul Statelor Unite⁠(d) din ianuarie 1960 că cele două obiective principale în materie de securitate ale țării au fost „de a descuraja izbucnirea unui război total prin menținerea și îmbunătățirea capabilităților noastre curente de a riposta cu o forță devastatoare în cazul unui atac major asupra noastră sau a aliaților noștri” și de a „ne asigura, împreună cu aliații noștri, că suntem capabili să intervenim în descurajarea războaielor locale, respectiv să câștigăm sau să le controlăm prompt dacă izbucnesc”.
Pentru Gates, nu exista o diferență între forțele armate desfășurate într-un război total și într-un război limitat. Conform acestuia, „toate forțele reprezintă un factor de descurajare și vor fi implicate într-un război total. Majoritatea forțelor noastre militare pot fi desfășurate într-un război limitat, dacă este cazul”. Ca exemplu, acesta menționează că portavioanele „sunt probabil capabilitățile cele mai bune ale țării într-un război limitat⁠(d) deoarece sunt desfășurate în regiunile problematice ale lumii și pot acționa în regim de urgență”.

### Opinii cu privire la armele nucleare strategice
În timpul mandatului său, două tipuri de rachetă - rachetele balistice intercontinentale (ICBM) și rachetele balistice apă-aer⁠(d) (SLBM) - au devenit, alături de bombardiere, parte a „triadei” de sisteme de lansare a bombelor nucleare strategice⁠(d). De asemenea, în această perioadă s-a pus accent pe contracararea instalațiilor și forțelor militare ale potențialilor inamici. Atât Statele Unite, cât și Uniunea Sovietică au început să desfășoare o varietate de sisteme de apărare antirachetă. Americanii au dezvoltat rachetele Atlas, Titan, Minuteman și Polaris.
Rachete balistice intercontinentale terestre ale Uniunii Sovietice și șocul pe care americanii l-au simțit când satelitul Sputnik 1 a fost lansat au obligat Statele Unite să accelereze dezvoltarea de rachete.
La fel ca McElroy, Gates s-a confruntat cu controversatul „decalaj nuclear⁠(d)”. Acesta l-a considerat drept o problemă falsă creată de cei care nu realizau o diferență între programele spațiale⁠(d) și cele militare. Când programul de dezvoltare a rachetelor balistice cu rază lungă de acțiune a fost inițiat la începutul anilor 1950, Gates a observat că dezvoltarea unor focoase nucleare de mici dimensiuni de către oamenii de știință americani au făcut posibilă crearea unor rachete balistice mai mici capabile să le transporte.
Rușii, pe de altă parte, s-au axat pe dezvoltarea unor rachete cu propulsie⁠(d) utilizate pentru lansarea sateliților spațiali. Gates a susținut în casa unei comisii a Camerei Reprezentanților: „Nu am fost depășiți de ruși în materie de dezvoltare militară. [...] Una este să recunoști că nu avem capacitatea de a trimite în spațiu încărcături în momentul de față, domeniu care nu are legătură cu puterea militară, alta este să recunoști că suntem depășiți complet în toate domeniile militare”.
Gates a recunoscut că este posibil ca sovieticii să dețină mai multe rachete strategice decât Statele Unite, atingând apogeul în 1962, dar a negat că există un decalaj în rândul rachetelor nucleare. Acesta a luat în considerare estimările serviciilor de informații, bazate atât pe intențiile, cât și pe capabilitățile sovieticilor, conform cărora decalajul dintre cele două țări în materie de rachete balistice în 1962 sau 1963 nu va fi la fel de mare ca cel estimat în mandatul lui McElroy.

### Opinii cu privire la securitatea colectivă
Asemenea predecesorii săi, Gates a susținut participarea Statelor Unite la acordurile colective de securitate și la programele de asistență militară⁠(d). A considerat NATO drept nucleul „strategiei înaintării”. Gates a susținut că „dacă vom abandona vreodată strategia noastră de înaintare în favoarea așa-numitului concept de „fortăreață nord-americană⁠(d)”, ne-am retrage pentru totdeauna”. Gates a cerut Congresului să continue finanțarea asistenței militare.

### Controversa U-2
Cel mai cunoscut eveniment al administrației lui Gates a avut loc pe 1 mai 1960, când Uniunea Sovietică a doborât deasupra teritoriului său un avion de recunoaștere Lockheed U-2 pilotat de Francis Gary Powers. Când premierul Nikita Hrușciov a anunțat incidentul patru zile mai târziu și a acuzat Statele Unite de spionaj, administrația Eisenhower a sugerat inițial că avionul s-ar fi rătăcit în spațiul aerian sovietic.
La recomandarea reprezentanților Departamentelor de Stat și Apărare, inclusiv Gates, președintele Eisenhower a recunoscut în cele din urmă că U-2 se afla într-o misiune de colectare de informații - de fapt, sub controlul CIA - și și-a asumat responsabilitatea pentru misiune. La mijlocul lunii mai, Gates l-a însoțit pe Eisenhower la Paris în cadrul unui summit programat înainte de incidentul U-2. La întâlnire, Hrușciov a cerut încetarea tuturor zborurilor americane peste Uniunea Sovietică, scuze și pedepsirea celor responsabili.
Eisenhower a fost de acord cu anularea zborurilor, dar a respins celelalte cereri. La auzul acestor afirmații, Hrușciov a refuzat să mai participe la summit. Gates a sugerat mai târziu că liderul rus a profitat de criza U-2 pentru a anula o întâlnire despre care știa că nu va aduce avantaje Uniunii Sovietice.
În ajunul conferinței de la summit, Gates a pus în alertă toate instalațiile militare de comunicare ale Statelor Unite din jurul lumii, o decizie criticată de unii pe motiv că ar fi provocatoare. Acesta și-a apărat decizia cu fermitate, declarând mai târziu că avea atât acordul lui Eisenhower, cât și cel al secretarului de stat Christian A. Herter, și lua în considerare un posibil atac surpriză împotriva țării. Gates a declarat că „în aceste împrejurări, mi s-a părut înțelept să sporesc atenția comandanților noștri. Mai mult, din moment ce factorii de decizie, inclusiv președintele, secretarul de stat și eu însumi eram plecați din țară, era important să verificăm comunicațiile noastre militare”.

### Rezumatul mandatului său
Într-o lungă declarație intitulată „Departamentul de Apărare, 1953-1960”, pregătită la încheierea mandatului său, Departamentul Apărării și-a rezumat realizările din timpul administrației Eisenhower, precizând în concluzie că „astăzi, forțele noastre au cea mai puternică forță militară din istoria noastră, de nenumărate ori mai puternică decât în 1953”.
Printre alte realizări, se menționează dezvoltarea bombardierelor cu rază medie și rază lungă de acțiune (printre care Boeing B-52); dezvoltarea rachetelor balistice intercontinentale; instalarea Distant Early Warning Line⁠(d), un sistem antirachetă continental; instalarea sistemul de avertizare timpurie BMEWS⁠(d) și a proiectului Nike⁠(d) cu rachete sol-aer. De asemenea, construcția a mai numeroase submarine cu propulsie nucleară⁠(d), începând cu Nautilus în 1954, și portavioane de tip Forrestal, respectiv înființarea Defense Information Agency⁠(d).
Gates s-a retras din funcție pe 20 ianuarie 1961.

## Finalul carierei
Pe 18 ianuarie 1961, Gates a primit Medalia Libertății⁠(d) din partea președintele Dwight D. Eisenhower. După ce a plecat de la Pentagon, Gates s-a alăturat companiei Morgan and Company din New York, redenumită mai târziu Morgan Guaranty Trust Company⁠(d), și a devenit președinte în 1962, respectiv președinte al consiliului de administrație și director general în 1965. Președintele Richard Nixon l-a numit în funcția de președinte al Consiliului consultativ pentru corpurile de voluntari, însărcinată cu propunerea unui proiect de eliminare a înrolării obligatorii. Din 1976 până în 1977 a fost ambasador în Republica Populară Chineză. 
Gates a fost administrator al Universității din Pennsylvania din 1948 până în 1983 și a primit o diplomă onorifică din partea instituției în 1956. De asemenea, a fost membru al consiliului de administrație al College of the Atlantic⁠(d) în perioadele 1972–1976, respectiv 1978–1983. Centrul comunitar de la College of the Atlantic îi poartă numele.
Gates a încetat din viață în Philadelphia, Pennsylvania pe 25 martie 1983.
Crucișătorul cu rachete ghidate din clasa Ticonderoga USS Thomas S. Gates (CG-51)⁠(d) îi poartă numele.